# Bálint Ferenc (grafikus)
Bálint Ferenc (Bánffyhunyad, 1960. február –) grafikus, képzőművész.

## Élete
1985-ben végezte el a művészeti főiskolát Kolozsvárott. 1985–1989 között Nagybányán dolgozott. 1990 óta Komlón él. Erdély számos városában, valamint Komlón, Pécsett, Sopronban volt egyéni kiállítása. A nemzetközi grafikai és EXLIBRIS F.I.S.A.E. kongresszusain - Linz, Milánó, Pozsony, München, Wels - rézkarcaival jelen van. Alkotásai sokrétűek. A közel 300 EX LIBRIS számos magángyűjteményben, könyvtárban és múzeumban található, Keszthelyen, Budapesten, Bécsben, Barcelonában, Milánóban, Hong-Kongban. Magyarországon lakik.